# Abdul Sibomana
Abdul Sibomana (né le 10 décembre 1981 au Rwanda) est un joueur de football international rwandais, qui évoluait au poste de défenseur.

## Biographie

### Carrière en club
Abdul Sibomana réalise l'intégralité de sa carrière avec le club de l'Armée patriotique rwandaise. Il remporte avec cette équipe plusieurs titres de champion du Rwanda et plusieurs Coupes du Rwanda.

### Carrière en sélection
Abdul Sibomana joue en équipe du Rwanda entre 2000 et 2007. Il reçoit notamment 17 sélections entre 2003 et 2007. 
Il participe avec l'équipe du Rwanda à la Coupe d'Afrique des nations 2004 organisée en Tunisie. Lors de cette compétition, il joue deux matchs : contre la Tunisie, et la RD Congo.

## Palmarès
APR
| - Championnat du Rwanda (7) - Champion : 1999, 2000, 2001, 2003, 2005, 2006 et 2006-07. - Coupe du Rwanda (4) : - Vainqueur : 2002, 2006, 2006-07 et 2007-08. |  | - Coupe Kagame (2) : - Vainqueur : 2004 et 2007. - Finaliste : 2000 et 2005. |